# Flower of bravery
《flower of bravery》是fripSide（第一期）首張單曲。2008年7月16日由5pb.Records發售。

## 概要
- 初回限定盤 (PCCR-90028) 和通常盤 (PCCR-90029) 兩種版本，初回限定盤附有收錄「flower of bravery」PV的DVD。
- 「flower of bravery」是fripSide（第一期）的首張單曲，由志倉千代丸擔任作詞、作曲，而sat則擔任編曲。
- 因版權問題，此樂曲並沒有收錄在《split tears》及《nao complete anthology 2002-2009 -my graduation-》裡，而收錄在志倉千代丸的專輯《THE WORKS〜志倉千代丸楽曲集〜 5.0》。

## 收錄歌曲
CD
1. flower of bravery （3:55）
作詞、作曲：志倉千代丸，編曲：八木沼悟志
TV動畫《戀姬†無雙》片頭曲
2. sky -version 2008- （5:21）
作詞：八木沼悟志・nao，作曲：八木沼悟志，編曲：新井健史
3. flower of bravery -Instrumental-
4. sky -version 2008- -Instrumental-

DVD（初回限定盤付）
1. flower of bravery PV

## 外部連結
- - 初回限定盤（页面存档备份，存于）
  - 通常盤（页面存档备份，存于）